# Лляне волокно

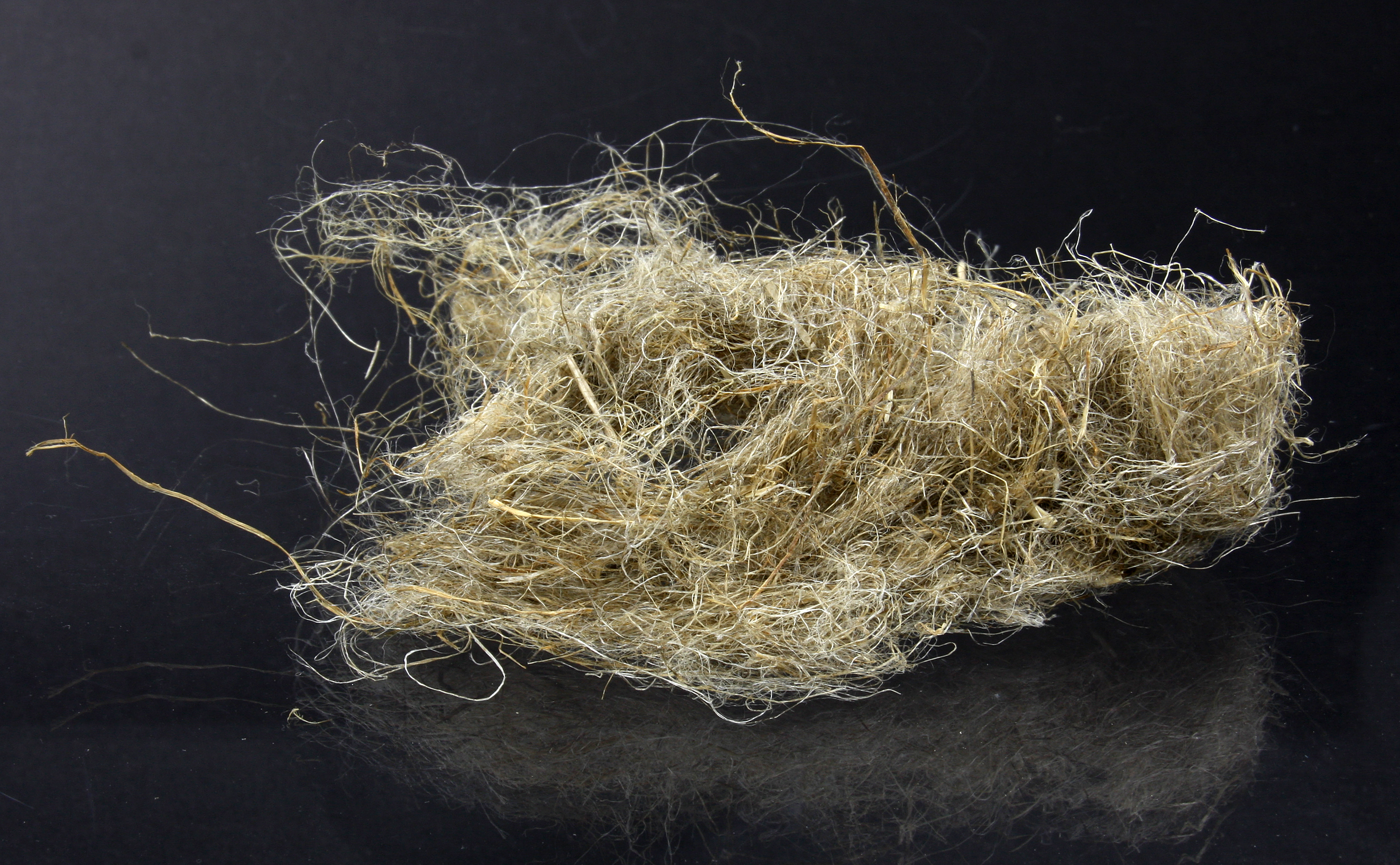
Лляне волокно

Лляне́ волокно́ також льоноволокно́ — текстильне волокно рослинного походження, одержане з стебел льону-довгунця. У сировинному балансі текстильної промисловості льоноволокно посідає друге місце після бавовни.

## Властивості волокон
Є одним із найміцніших рослинних волокон. За міцністю на розрив значно перевершує бавовну, вовну, джут, поступаючись лише рамі і кендирю. Міцність лляної пряжі на розрив при однаковій товщині майже вдвічі вища бавовняної і втричі вища за шерстяну. З підвищенням вологості лляного волокна (до відомої межі) збільшується його міцність, тоді як міцність вовни, натурального шовку і штучного волокна, навпаки, знижується.

## Збір та отримання волокна
Стебла льону виривають з землі з корінням. Після їх вимочують і обробляють на тіпальних машинах, щоб отримати волокно. До поширення машин стебла льону м'яли і тіпали за допомогою ручного приладу — терлиці. Отримане волокно обробляють чесанням: зараз на чесальних машинах, у старовину — за допомогою чесалок. Отримана сировина називається кужіль, відходами є костриця і клоччя.

## Текстильне волокно
Підготований кужіль прядуть на прядильних машинах, у колишні часи — на ручних і механічних прядках. Сучасне безверетенне пневмов'ючне прядіння дозволяє виробляти пряжу величезними швидкостями і на бобини великої місткості, що не вимагає перемотування.

## Ткацтво
Для вироблення тканин використовують автоматичні ткацькі верстати, до їхнього поширення ткали вручну, за допомогою ручних верстатів-кросен.

## Неткані матеріали
Неткані матеріали з льоноволокна використовуються для тепло- і звукоізоляції в будівництві (теплий лінолеум, утеплення зовнішніх дверей і покрівлі, ізоляція трубопроводів); у сільському господарстві і дорожньому будівництві для зміцнення укосів, покриттів як геотекстилю, тари для коріння саджанців дерев і чагарників, для формування трав'яного покриття і ін.; як армуюча і звукоізоляційна складова композиційних полімерних матеріалів, що знайшли широке використання в автомобілебудуванні, суднобудуванні та інших галузях машинобудування; у меблевій промисловості: під оббивку і одягову вату, у тому числі підкладку під хутро та інше.

## Інші застосування
Лляну волокнисту сировину також використовують для виробництва паперу, в тому числі банкнотного і сигаретного паперу.
Частина волокна із соломи льону може використовуватись для виробництва шпагату і грубих мішкових тканин, але в даний час таке використання стає економічно не рентабельним. Як і інші луб'яні волокна, льоноволокно використовується у композитних армованих матеріалах у машинобудуванні, а також для виробництва віконних рам (для запобігання займанню вони повинні мати покриття із поліакрилового пластика і швидко висихаючого закріплювача).

## У культурі
- Існує відома казка «Як кротик роздобув штанці» (Jak krtek ke kalhotkám přišel) чеського письменника Едуарда Петішки (ілюстрації Зденека Мілера). У ній розповідається про процес виготовлення лляного полотна у популярній і цікавій формі: матеріал для пошиття штанців добуває казковий персонаж — Кротик. Протягом оповідання йому надають допомогу різні тварини, з якими пов'язані етапи лляного виробництва: жаба допомагає Кротику з мочінням льону, чорногуз — з тіпанням стебел, їжак — з чесанням, павуки — з прядінням, мурахи — з тканням[5]. У 1957 році за цим сюжетом знято однойменний мультфільм — він став першим у серії анімаційних стрічок про пригоди Кротика.